# Wu Jingzi

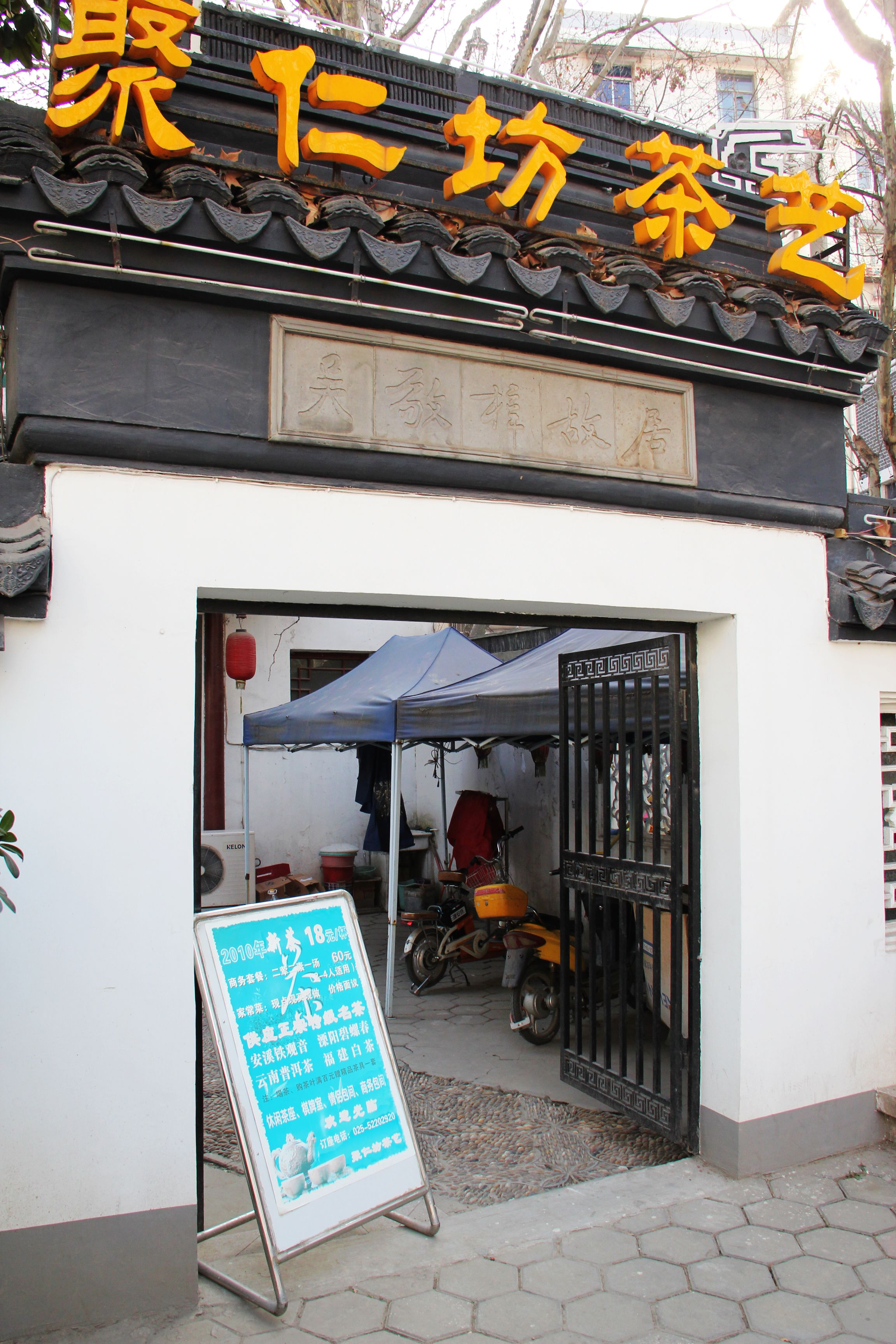
Residencia de Wu Jingzi

Wu Jingzi (en xinès tradicional: 吳敬梓; en xinès simplificat: 吴敬梓; en pinyin: Wú Jìngzǐ) (1701 Quanjiao, Anhui, Xina - 11 de gener de 1754, Yangzhou, Jiangsu), escriptor xinès de la dinastia Qing, especialment conegut per la seva obra Rulin Waishi (1750).

## Biografia
Va néixer en una família benestant. El seu pare era un funcionari imperial amb vincles amb els filòsofs Yan Yuan (颜元) i Li Gong (李塨). Wu va créixer en un ambient de pensament confucià.
Un cop la seva família es va empobrir i malgrat haver rebut una generosa herència un cop mort el seu pare, la va malgastar en poc temps, i va marxar a viure a Nanjing.
Va decidir no seguir la carrera funcionarial i dedicar-se a la literatura amb una vida bohèmia i sense recursos econòmics.

## Obra
L'any 1740 va començar a escriure la novel·la satírica Rulin waishi, que probablement va iniciar com un treball semi-autobiogràfic, on denuncia i ataca la corrupció entre la classe funcionarial, fruit del sistema d'exàmens imperials xinesos.
Aquesta novel·la és considerada com una obra mestre de la literatura satírica xinesa del segle xviii. Tècnicament hi introdueix alguns canvis en l'art de la narració, especialment en la forma de desvetllar la personalitat dels personatges de manera progressiva, enlloc d'identificar-los des del principi.
Inicialment l'obra va circular de forma manuscrita i no va ser publicada fins dues dècades després de la seva mort. Durant el segle xix es va popularitzar i va ser reeditada diverses vegades.
No hi ha cap traducció en català. En castellà n'hi ha tres edicions amb diferents títols: Los Mandarines- Historia del bosque de los letrados, Rúlin Wáishi: Historia indiscreta del bosque de los letrados, i Historia de los intelectuales.
En anglès s'ha traduït com The Scholars i en francès com Chronique indiscrète des mandarins o Historire de la forêt des lettrés.